# سر قلعة العليا (زلاغي الشرقي)
سر قلعة العلیا (بالفارسية: سرقلعه علیا) هي قرية تقع في إيران في قسم زلاغي الشرقي الریفي.